# 响礁门大桥
响礁门大桥是浙江省舟山市舟山大陆连岛工程的第二座跨海大桥，大桥跨越响礁门水道，连接里钓岛和富翅岛。全长951米，桥面宽22.5米，双向四车道；通航等级为500吨级，通航净高21米，通航净宽135米。1999年12月开工建设，2003年4月完工。2006年1月1日建成通车。